# Babette Hierholzer
Babette Hierholzer (* 27. März 1957 in Freiburg im Breisgau) ist eine deutsch-amerikanische Pianistin.

## Leben
Sie begann im Alter von fünf Jahren mit dem Klavierspiel und erhielt ersten Unterricht bei Elisabeth Dounias-Sindermann und Wolfgang Saschowa. Als Elfjährige debütierte sie in der Berliner Philharmonie mit Mozarts Klavierkonzert A-Dur KV 488. Zu ihren weiteren Lehrern gehörten in den folgenden Jahren Herbert Stessin, Lili Kraus, Claude Frank, Paul Badura-Skoda, Maria Tipo und Bruno Leonardo Gelber. Herbert von Karajan, dem sie vorspielte, lud sie spontan zu Konzerten mit den Berliner Philharmonikern ein. Hieran schloss sich eine ausgedehnte Konzerttätigkeit in Europa, Nord- und Südamerika sowie in Afrika an.
Einen Schwerpunkt ihrer künstlerischen Tätigkeit bilden die Werke von Robert und Clara Schumann. So spielte sie sowohl Clara Schumanns Klavierkonzert a-moll op. 7 als auch deren weniger bekannten Konzertsatz f-moll (1847). Beim Verlag Ries & Erler gab sie Clara Wiecks Quattre Polonaises pour le pianoforte op. 1 heraus. 1983 spielte sie für den Film Frühlingssinfonie von Peter Schamoni den Klavier-Soundtrack ein. Überdies doubelte sie in dem Film Nastassja Kinski als klavierspielende Clara Schumann.
Anfang der 1990er Jahre verlegte sie ihren Lebensmittelpunkt in die Vereinigten Staaten, wo sie ihre Karriere fortsetzte. Babette Hierholzer ist die Nichte des Chirurgen Günther Hierholzer. Mit der Cellistin und Hochschullehrerin Esther Nyffenegger gab sie im April 1995 auf dem Chirurgenkongress in Berlin, bei dem Günther Hierholzer Präsident war, ein Konzert.
Neben ihren solistischen Verpflichtungen bildet sie seit 2004 gemeinsam mit dem Pianisten Jürgen Appell das Duo Lontano, das mittlerweile auf viele Jahre erfolgreichen Konzertierens zurückblicken kann. Ausgedehnte Tourneen führten das Duo nach Italien, Deutschland, Venezuela, Mexiko, Russland und in die Vereinigten Staaten. In Caracas spielten sie mit dem Orquesta Juvenil Simon Bolivar Mozarts Konzert für 2 Klaviere und Orchester KV 365 unter Leitung von Gustavo Dudamel. 2016 debütierten sie mit dem Orquesta Sinfónica Nacional de Cuba in Havana und traten 2018 beim Festival de Inverno Petrópolis in Brasilien auf. Im Januar 2019 unternahm das Duo erstmals eine Konzertreise nach China.
Das Duo Lontano hat im Leipziger Gewandhaus eine 2015 erschienene CD mit Originalwerken für Klavier zu 4 Händen von Felix Mendelssohn Bartholdy aufgenommen. Im Frühjahr 2019 erschien eine CD mit Werken von Franz Schubert ebenfalls bei GENUIN. Dort erschien 2020 auch eine CD mit Musik lateinamerikanischer Komponisten.
Hierholzer ist seit 2005 auch Künstlerische Leiterin des German Forum in New York, einer Organisation, die es sich zur Aufgabe gemacht hat, junge Interpreten aus dem deutschsprachigen Raum zu einem Debütkonzert nach New York einzuladen. Das German Forum feierte im Dezember 2014 sein 10-jähriges Jubiläum mit einem Konzert im Bruno Walter Auditorium (Lincoln Center). Mittlerweile hat das German Forum dem Publikum in New York mehr als 100 junge Musiker vorgestellt.
Hierholzer wirkt seit 2015 überdies als Intendantin der Rhinebeck Chamber Music Society. Sie lebt mit ihrem Mann in Upstate New York.

## Diskografie
- „Hommage à Watteau: Couperin, Debussy, Schumann“ Marus/EMI Electrola 1985
- „Robert Schumann: Exercises, Wieck-Variationen f-moll, Sonate g-moll op. 22, Carnaval op. 9“ Marus/EMI Electrola 1986/87
- „W.A. Mozart: Klavierwerke“ Marus/EMI Electrola 1989
- „Franz Schubert: Sonate B-Dur D 960“ Marus/EMI Electrola 1994
- „Kinderszenen“ mit Werken von Robert Schumann, Clara Wieck, Alfredo Casella etc., Marus/Deutschlandradio 1997
- „Domenico Scarlatti: Sonaten. Vol. I-III“,Marus/EMI Electrola 1985/1991 (Vol. I und II), Marus/DeutschlandRadio Berlin 2000 (Vol. III)
- „J. S. Bach: Transkriptionen für Klavier“ GENUIN/Deutschlandradio Kultur 2003/2007
- „Ferdinand Ries: Werke für Violoncello und Klavier“ (mit Nancy Green), JRI Recordings 2005
- „W. A. Mozart: Klavierkonzert KV 488“ (mit den Berliner Philharmonikern, Ltg.: Klaus Tennstedt), Testament Recordings 2010
- „Felix Mendelssohn Bartholdy: Werke für Klavier zu 4 Händen“ (Duo Lontano), GENUIN 2015
- „Schubert: Werke für Klavier Duo“ (Duo Lontano), GENUIN 2019
- „Latin. Klaviermusik zu vier Händen aus Südamerika“ (Duo Lontano), GENUIN 2020